# 路易斯·梅纳-席尔瓦
路易斯·梅纳-席尔瓦（葡萄牙語：Luís Mena e Silva，1902年1月24日—1963年8月3日），葡萄牙男子马术运动员。他曾代表葡萄牙参加1936年、1948年和1960年夏季奥林匹克运动会马术比赛，共获得二枚铜牌。